# تيموري تيولنتا
تيموري تيولنتا (1954 - 2020) (Témoré Tioulenta)، هو سياسي مالي شغل منصب وزير التعليم في الحكومة المالية. كان قد انضم إلى الحكومة في 5 أيار/ مايو 2019 ، وهو حاصل على الدكتوراه في الأدب الفرنسي.
والوزير من مواليد عام 1954 في منطقة دائرة «تينينكو» وسط مالي. بدأ مسيرته المهنية عام 1978، وتدرج في قطاع التعليم حتى أصبح عميدا في جامعة باماكو، بالإضافة إلى ذلك تمتع تيولينتا بخبرة كبيرة في إدارة المشروعات والبرامج، كما ساعد في إعادة العديد من الأبحاث والدراسات المتعلقة بـ «الدمج الاجتماعي للمقاتلين السابقين» و«الهجرة الجماعية لشباب الريف».

## وفاته
يوم 10 يناير 2020 أعلنت الحكومة المالية وفاة وزير التعليم في دولة مالي، تيموري تيولنتا، في العاصمة باماكو.